# 綾部ジャンクション
綾部ジャンクション（あやべジャンクション）は、京都府綾部市七百石町にある、舞鶴若狭自動車道と、京都縦貫自動車道を結ぶジャンクションである。

## 歴史
- 1990年度（平成2年度） : 京都縦貫自動車道の綾部宮津道路が事業化[1][2]。
- 1993年度（平成5年度） : 京都縦貫自動車道の丹波綾部道路が事業化[3][4]。
- 1998年（平成10年）3月8日 : 舞鶴大江IC - 綾部JCT間が開通し、舞鶴若狭自動車道と接続[注釈 1][5]。
- 2003年（平成15年）
  - 3月1日 : 綾部JCTの舞鶴方面が供用開始し[5]、これによりフルJCT化。
  - 3月27日 : 綾部JCT - 綾部安国寺IC間が開通し[4]、その区間に綾部北料金所を設置[5]。
- 2008年（平成20年）9月13日 : 綾部JCT - 綾部安国寺IC間に設置されていた、綾部北料金所を廃止[6]。
- 2023年（令和5年）4月1日 : 宮津天橋立IC - 丹波IC間を京都府道路公社から西日本高速道路（NEXCO西日本）に移管[7]。全国路線網に編入[8]。

## 接続する道路
- E27 舞鶴若狭自動車道
- E9 京都縦貫自動車道（綾部宮津道路/丹波綾部道路）

## 隣
E27 舞鶴若狭自動車道
(5)綾部IC - (6)綾部JCT - 綾部PA - (7)舞鶴西IC
E9 京都縦貫自動車道（綾部宮津道路）
(2)舞鶴大江IC - 由良川PA - (3)綾部JCT
E9 京都縦貫自動車道（丹波綾部道路）
(3)綾部JCT - (3-1)綾部安国寺IC